# Inwolucja (matematyka)

Inwolucja zbioru

Inwolucja – funkcja, która ma funkcję odwrotną równą jej samej. Równoważnie jest to taka funkcja, która złożona sama ze sobą jest tożsamością.
Z powyższych definicji wynika, że inwolucja musi być funkcją zbioru w ten sam zbiór: {\displaystyle f\colon X\to X.} Definicja przez warunek {\displaystyle f\circ f=\mathrm {id} _{X}} uogólnia się w teorii kategorii na morfizmy.

## Własności
Każda inwolucja, jako funkcja odwracalna, jest bijekcją (w przypadku morfizmów – izomorfizmem). Ponadto dla dowolnego {\displaystyle k\in \mathbb {N} } jest
{\displaystyle f^{2k}=\mathrm {id} _{X}{\text{ oraz }}f^{2k+1}(x)=f.}
Jeśli {\displaystyle X^{Y}} oznacza zbiór wszystkich funkcji {\displaystyle X\to Y,} zaś {\displaystyle i\colon Y\to Y} jest inwolucją, to funkcja {\displaystyle \mathrm {A} \colon X^{Y}\to X^{Y}} dana wzorem
{\displaystyle \mathrm {A} (f):=i\circ f}
jest inwolucją. Podobnie jeżeli funkcja {\displaystyle \mathrm {B} \colon Y^{Z}\to Y^{Z}} zdefiniowana jest wzorem
{\displaystyle \mathrm {B} (g):=g\circ i,}
to jest ona inwolucją (własności te zachodzą dla morfizmów w dowolnej kategorii).

## Przykłady

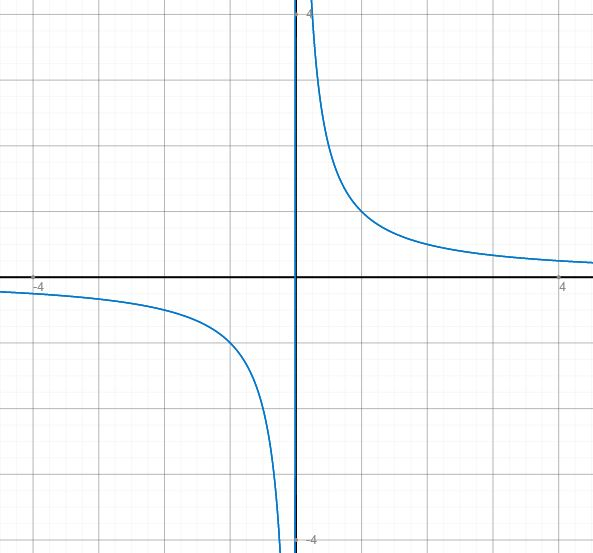
Wykres funkcji y=1/x – przykładowej inwolucji zbioru niezerowych liczb rzeczywistych

- Trywialnym przykładem inwolucji jest przekształcenie tożsamościowe. Inwolucją jest funkcja {\displaystyle A^{2}\to A^{2},} czyli kwadratu kartezjańskiego zbioru {\displaystyle A} w siebie dane wzorem {\displaystyle (x,y)\mapsto (y,x);} zbiorem jej punktów stałych jest przekątna {\displaystyle \Delta A:=\{(x,x)\colon x\in A\}.} Wiele inwolucji jest indukowanych przez tę inwolucję, np. transpozycja macierzy (opisana inwolucja jest z kolei indukowana przez transpozycję ciągu dwuelementowego, tzn. zamiany osi).
- Zmiana znaku {\displaystyle x\mapsto -x} jest inwolucją w dowolnej grupie (w notacji addytywnej), a więc pierścieniu (np. liczb całkowitych) czy ciele (np. liczb wymiernych, rzeczywistych, zespolonych); odwrotność {\displaystyle x\mapsto 1/x} jest inwolucją w grupie elementów odwracalnych (grupie multiplikatywnej ciała, np. liczb wymiernych, rzeczywistych czy zespolonych różnych od zera). Nietrywialną inwolucją liczb zespolonych jest sprzężenie. W rachunku macierzy inwolucjami są transpozycja, sprzężenie, sprzężenie hermitowskie (połączenie transpozycji i sprzężenia) oraz odwracanie macierzy.
- Z punktu widzenia algebry, a w szczególności teorii grup zasadniczo inwolucją nazywa się element rzędu dwa (czasami dopuszcza się też element rzędu pierwszego, czyli element neutralny; wynika to stąd, iż tworzą one podgrupę grupy symetrycznej złożonej ze wszystkich bijekcji ustalonego zbioru). W ten sposób permutacja jest inwolucją wtedy i tylko wtedy, gdy w jej rozkładzie na cykle występują tylko cykle długości 1 i 2; każda permutacja jest złożeniem dwóch inwolucji. Grupy Coxetera to grupy generowane przez inwolucje[2].
- W geometrii euklidesowej inwolucjami są symetrie (m.in. symetria płaszczyznowa, osiowa, środkowa) oraz inwersja. Inwolucje są obiektem głębokich badań między innymi w topologii rozmaitości; patrz na przykład[3].
- W teorii zbiorów inwolucjami są różnica symetryczna z ustalonym zbiorem czy dopełnienie zbioru (do przestrzeni), które jest inwolucją także w dowolnej algebrze Boole’a.
- W informatyce inwolucją jest szyfr Rot13.
- W teorii grafów inwolucją na zbiorze grafów planarnych jest graf dualny.
- W genetyce inwolucją jest nić komplementarna DNA.